# Goran Ikonić
Goran Ikonić, né le 23 mars 1980 à Zvornik (République socialiste de Bosnie-Herzégovine), est un joueur professionnel bosnien de basket-ball. Il mesure 1,96 m.

## Carrière Professionnelle
- 1997-2000 :  KK Drina (Bosnie-Herzégovine)
- 2001-2002 :  KK Rogla (UPC Telemach Liga)
- 2002-2003 :  KK Rudar Ugljevik (Bosnie-Herzégovine)
- 2003-2005 :  KK Leotar (Bosnie-Herzégovine)
- 2005-2009 :  KK Bosna (Bosnie-Herzégovine)
- 2009-2010 :  BC Donetsk (Ukraine)
- 2010-0000 :  KK Krka Novo Mesto (UPC Telemach Liga)

## Palmarès
- 2005-2006 : Vainqueur du championnat de Bosnie-Herzégovine avec le KK Bosna
- 2007-2008 : Vainqueur du championnat de Bosnie-Herzégovine avec le KK Bosna
- 2008-2009 : Vainqueur de la Coupe de Bosnie-Herzégovine avec le KK Bosna
- 2010-2011 : Vainqueur de l'EuroChallenge avec le KK Krka Novo Mesto

### Distinction personnelle
- 2011 : nommé MVP du Final Four de l'EuroChallenge 2010-2011